# Juego de palma

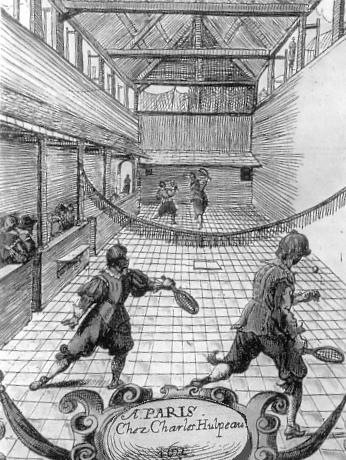
Juego de palma en el.

El juego de palma (en francés: jeu de paume) es un deporte de raqueta practicado desde hace cerca de mil años. Se le relaciona con la pelota vasca, la segoviana y la valenciana, y es el precursor del tenis y en general de todos los deportes de raqueta.
En un principio el juego consistía en golpear con la palma de la mano (paume en francés, de ahí el nombre de jeu de paume) una pelota confeccionada con piel de oveja. Sus practicantes se untaban la mano con aceite y luego con harina para evitar que la pelota resbalara.
A lo largo del siglo XV, se extendió por toda Europa.

## Historia
El juego de palma es el deporte rey entre los años 1250 y 1650. La capital del juego es incontestablemente París, debido al bote excepcional de las bolas confeccionadas por los artesanos parisinos especializados, les paumiers. En 1292, había censados en París 13 artesanos constructores de bolas. Las pelotas de piel de oveja eran un producto muy solicitado hasta el punto de aparecer como botín muy deseado por los piratas. Debido a la fuerte demanda de los jugadores parisinos, los artesanos se tienen que esforzar al máximo para dar abasto, a esto se le une la estricta prohibición de exportar bolas, ya sean nuevas o usadas. Por todo ello, era una tarea muy difícil encontrar bolas de paume fuera de París. Será preciso esperar hasta el siglo XV, con el descubrimiento del caucho, para poner a punto una pelota con un mejor bote.

### Las reglas del juego
El juego consiste en devolver una pelota por encima de una red, a la manera del tenis actual, y se practica en individual (1 contra 1) o en dobles (2 contra 2), pero también se jugaba 3 contra 3 y hasta 4 contra 4.
La forma de contar los puntos (15, 30, 40 y juego) es la utilizada siempre en el tenis. El origen de esta forma de contar no está claramente establecido, pero se cree que proviene de los cuartos del reloj (15, 30, 45) transformándose el 45 por 40 ya que era más corto y fácil de pronunciar. 
A partir del siglo XVIII, se empezó a usar un guante para proteger la mano al golpear la pelota. En un principio el juego se desarrollaba al aire libre, pero a partir del siglo XIV los terrenos de juego se trasladan también a recintos cerrados, naciendo así las salas de juego de palma, también llamadas tripots.
Se jugaba sin árbitros y los jugadores debían acatar las decisiones de los espectadores. Entre sus normas estaban la prohibición absoluta de enfadarse y existía la obligación de limpiar y cambiarse de camiseta después de cada juego. El juego era inmediatamente detenido si uno de los participantes no estaba apto físicamente.
La primera mención a la raqueta para jugar aparece en el año 1505. Anteriormente se llegó a jugar con una pala de madera. La raqueta estaba formada por un cordaje de cáñamo y tripas. En el siglo XVI, a partir de esta innovación es cuando el juego de palma alcanza su edad de oro en Francia. La práctica a mano desnuda perdura y se siguen jugando partidos en los que conviven las dos escuelas: mano desnuda y mano enguantada con pala y raqueta.

### La locura francesa por el juego de palma
La afición por el juego de palma, convertida casi en locura, incomodaba a las autoridades, por lo que decidieron crear una normativa que llegara a todo el mundo, desde el Rey hasta el más humilde, sin olvidar a las mujeres.
El 20 de junio de 1397, el preboste de París prohibió la práctica del juego entre semana, solo se podría jugar los domingos, ya que la locura por el juego hacía que el pueblo olvidase sus obligaciones familiares y laborales, afectando al orden público. Pero aun así muchos jugadores no hicieron caso de la prohibición, y los partidos se siguieron jugando todos los días.
En documento de fecha 9 de noviembre de 1527, el rey de Francia, Francisco I, profesionalizaba los deportes, en particular el juego de palma. Esto equipara las ganancias de un jugador de paume con los frutos del trabajo. Años después, las apuestas en el juego se convirtieron también en una manera de ganarse la vida para muchos.
Las mujeres practicaron asimismo este deporte; entre ellas cabe destacar a Margot la Hennuyére, que causó sensación en París imponiéndose a los mejores especialistas del momento.
Al día siguiente de su entrada en París el año 1594, el rey Enrique IV disputó un partido de paume, lo cual hizo que el nuevo rey ganara popularidad entre el pueblo parisino.
En 1596 se estimaba que había en París 250 salas de juego de palma, y que eran unas 7000 personas las que vivían directa o indirectamente del juego. También en otras provincias el juego alcanzaba popularidad, en Orleans, por ejemplo, se contaban 40 salas. 
Sir Robert Dallington (1561-1637) publicó en el año 1604 en Inglaterra un artículo titulado La vida en Francia, en el que con un tono muy crítico decía, entre otras cosas, que los franceses nacían con una raqueta en la mano y que había en Francia más salas de juego de palma que iglesias.
En 1657 había reconocidas en París 114 salas. El juego de palma siguió siendo el deporte rey, pero ya estaba en claro retroceso durante el reinado de Luis XIII. Con Luis XIV, se abandonó totalmente esta práctica, no obstante se mandó construir en su palacio de Versalles una sala de juego de palma, más por formalidad que por pasión.

### Ancestro directo del tenis
Tras la batalla de Azincourt en 1415, el duque de Orleans es capturado y conducido a Inglaterra, donde permanecerá veinte años en Wingfield en Norfolk. De esta manera se introdujo el juego en Inglaterra, ya que el duque lo jugaba casi cotidianamente. Cuatro siglos más tarde, un descendiente del señor de Wingfield, Walter Clopton Wingfield, inventó el tenis, una adaptación al juego de palma sobre hierba.

### El juego de palma como disciplina olímpica
Este juego tuvo una participación en los Juegos Olímpicos de Londres 1908. Han sido los únicos Juegos Olímpicos en donde se otorgaron medallas en esta disciplina.

### El juego de palma hoy
Cuando el juego cayó en desuso en Francia en el siglo XVIII, encontró refugio en Inglaterra y en Estados Unidos. Estas dos naciones figuran hoy, junto con Australia, entre las potencias practicantes de este deporte, mientras que Francia intenta un tímido retorno.
El juego de palma fue el primer deporte en atribuirse un título de Campeón del Mundo desde 1740 sin interrupción hasta la actualidad.
El primer domingo de septiembre se celebran en París en los Jardines de Luxemburgo las fases finales del Campeonato de Francia.

## Juego de palma y teatro francés
Debido al alto número de salas de juego en París y, gracias a esta gran oferta, se podía alquilarlos por costo muy bajo, por lo que pronto muchos se convirtieron en sedes permanentes de compañías teatrales, siendo el patio usado para los caballeros y, a partir de 1640, cuando comenzó a ser bien visto como para que lo frecuentaran también mujeres, estas ocuparon los palcos y graderías. La arquitectura, por lo tanto, de las salas de juego de palma condicionaron un teatro frontal, con un espacio tan reducido para las escenografías que estas eran poco verosímiles, lo que indujo a conformar las obras según un cuadro único y, para evitar que el público se desorientara, mantener la unidad de espacio y de tiempo.